# Bracca, Lombardiet
Bracca är en ort och kommun i provinsen Bergamo i regionen Lombardiet i Italien. Kommunen hade 692 invånare (2018).